# Pseudoptygonotus xianglingensis
Pseudoptygonotus xianglingensis är en insektsart som beskrevs av Zheng, Z. och Ziyou Zhang 1995. Pseudoptygonotus xianglingensis ingår i släktet Pseudoptygonotus och familjen gräshoppor. Inga underarter finns listade i Catalogue of Life.